# Xã Hazel, Quận Williams, Bắc Dakota
Xã Hazel (tiếng Anh: Hazel Township) là một xã thuộc quận Williams, tiểu bang Bắc Dakota, Hoa Kỳ. Năm 2010, dân số của xã này là 21 người.